# South Orange
South Orange és una població dels Estats Units a l'estat de Nova Jersey. Segons el cens del 2008 tenia 15.882 habitants.

## Demografia
Segons el cens del 2000, South Orange tenia 16.964 habitants, 5.522 habitatges, i 3.766 famílies. La densitat de població era de 2.298,2 habitants/km².
Dels 5.522 habitatges en un 33,8% hi vivien nens de menys de 18 anys, en un 55,2% hi vivien parelles casades, en un 10% dones solteres, i en un 31,8% no eren unitats familiars. En el 25,2% dels habitatges hi vivien persones soles el 9,8% de les quals corresponia a persones de 65 anys o més que vivien soles. El nombre mitjà de persones vivint en cada habitatge era de 2,69 i el nombre mitjà de persones que vivien en cada família era de 3,26.
Per edats la població es repartia de la següent manera: un 22,3% tenia menys de 18 anys, un 17,5% entre 18 i 24, un 26,1% entre 25 i 44, un 22,2% de 45 a 60 i un 11,9% 65 anys o més.
L'edat mediana era de 35 anys. Per cada 100 dones de 18 o més anys hi havia 88,1 homes.
La renda mediana per habitatge era de 83.611 $ i la renda mediana per família de 107.641 $. Els homes tenien una renda mediana de 61.809 $ mentre que les dones 42.238 $. La renda per capita de la població era de 41.035 $. Aproximadament l'1,9% de les famílies i el 5,3% de la població estaven per davall del llindar de pobresa.

## Poblacions més properes
El següent diagrama mostra les poblacions més properes.

## Personatges il·lustres
- Kevin Spacey: actor, director, productor i guionista de cinema.